# Ibraimo Mussagy
Ibraimo Issufo Mussagy (* 29. Januar 1982) ist ein mosambikanischer Badmintonspieler. 

## Karriere
Ibraimo Mussagy nahm 2002 im Herreneinzel und im Herrendoppel an den Commonwealth Games teil. Im Einzel schied er dabei in der zweiten Runde aus und wurde 33. in der Endabrechnung. Im Doppel belegte er gemeinsam mit Idrisse Mussagy Rang 17.

## Referenzen
- http://bwf.tournamentsoftware.com/profile/overview.aspx?id=1DB5DE59-CE26-4427-A1C0-1EDDDFE256C2

| Personendaten    | Personendaten                     |
| ---------------- | --------------------------------- |
| NAME             | Mussagy, Ibraimo                  |
| ALTERNATIVNAMEN  | Mussagy, Ibraimo Issufo           |
| KURZBESCHREIBUNG | mosambikanischer Badmintonspieler |
| GEBURTSDATUM     | 29. Januar 1982                   |